# First Division 1914/1915
Dvacátý sedmý ročník First Division (1. anglické fotbalové ligy) se konal od 1. září 1914 do 28. dubna 1915.
Sezonu vyhrál již podruhé ve své klubové historii Everton, který vyhrál po 24 letech. Titul získal o jeden bod před Oldhamem. Nejlepším střelcem se stal hráč Evertonu Bobby Parker který vstřelil 32 branek.